# Isla Grande de Tierra del Fuego
Isla Grande de Tierra del Fuego (nghĩa là đảo lớn của vùng đất lửa) cũng có tên cũ là Isla de Xátiva là một đảo gần mũi phía nam của Nam Mỹ, tách biệt qua eo biển Magellan. Phần phía tây (61,4%) của đảo (29.484,7 km2 (11.384,1 dặm vuông Anh)) thuộc về Chile (các tỉnh Tierra del Fuego và Antártica Chilena), còn phần phía đông (38,6%, 18.507,3 km2 (7.145,7 dặm vuông Anh)) thuộc về Argentina (tỉnh Tierra del Fuego). Đảo là phần chính trong một nhóm đảo gọi là Tierra del Fuego.
Diện tích của đảo là 47.992 km2 (18.530 dặm vuông Anh), là đảo lớn nhất Nam Mỹ và là đảo lớn thứ 29 thế giới. Hai đô thị lớn nhất trên đảo là Ushuaia và Río Grande, đều thuộc Argentina. Các đô thị khác là Tolhuin, Porvenir, Camerón và Cerro Sombrero. Bên phía Argentina, tỉnh Tierra del Fuego có 127.205 cư dân (2010), còn phía Chile dù có diện tích lớn hơn nhưng chỉ có 6.656 người (2012), hầu hết thuộc tỉnh Tierra del Fuego.
Điểm cao nhất có tên không chính thức là Monte Shipton (2.580 m (8.465 ft)), thuộc Chile. Núi Darwin gần đó từng được cho là núi cao nhất đảo trong thời gian dài, nhưng thấp hơn dưới 100m. Phần phía bắc của đảo có các trữ lượng dầu mỏ; Cerro Sombrero thuộc Chile là trung tâm khai thác chính trên đảo.

## Địa lý
Tierra del Fuego ở phía đông giáp Nam Đại  Tây Dương, ở phía bắc là eo biển Magellan và ở phía nam và phía tây là một loạt vịnh hẹp và eo biển nối với Thái Bình Dương. Một trong vài đặc điểm nổi bật của bờ biển đông bắc là vịnh San Sebastián. Về phía nam của đảo là eo biển Beagle, phía nam của eo biển là một loạt các đảo thuộc Chile. Phía tây của đảo có hai vịnh hẹp lớn là vịnh Inútil và vịnh hẹp Almirantazgo. Vịnh hẹp Almirantazgo nằm dọc theo đới đứt gãy  Magallanes–Fagnano và là một phần tiếp nối của vùng trũng hồ Cami tại phần phía nam của Tierra del Fuego.
Phần phía tây nam của đảo, giữa vịnh hẹp Almirantazgo và eo biển Beagle và kéo dài về phía tây đến cuối bán đảo Brecknock trên Thái Bình Dương, là vùng núi với đường bờ biển lồi lõm sâu, do Cordillera Darwin chiếm ưu thế. Hầu hết phần này của đảo được đưa vào trong vườn quốc gia Alberto de Agostini của Chile.

## Lịch sử
Loài người định cư sớm nhất trên đảo là hơn 10.000 năm trước, khi có người di cư từ lục địa, có lẽ dưới áp lực của các đối thủ cạnh tranh. Người Yaghan là một trong số những dân tộc định cư sớm nhất được biết đến ở Tierra del Fuego. Một số địa điểm khảo cổ học tại các địa điểm như đảo Navarino, trong quần đảo Tierra del Fuego, đã mang lại các hiện vật và bằng chứng về nền văn hóa của họ từ thời đại cự thạch.
Tên gọi Tierra del Fuego bắt nguồn từ nhà thám hiểm người Bồ Đào Nha Ferdinand Magellan, ông là người châu Âu đầu tiên đến thăm những vùng đất này vào năm 1520, trong chuyến hành trình từ Tây Ban Nha đến Philippines. Ông tin rằng mình đang nhìn thấy nhiều ngọn lửa (fuego trong tiếng Tây Ban Nha) của người da đỏ, có thể nhìn thấy từ biển và rằng "người da đỏ" đang đợi trong rừng để phục kích hạm đội của mình. Đây là những ngọn lửa do người da đỏ Yamana sống ở phía bắc của hòn đảo thắp lên để tránh nhiệt độ thấp trong khu vực. Ban đầu đảo được gọi là "Vùng đất khói", sau đó được đổi thành "Vùng đất lửa" thú vị hơn.
Chỉ huy người Anh Robert Fitzroy, trong chuyến đi đầu tiên trên tàu HMS  Beagle vào năm 1830, đã bắt bốn người Fuego bản địa. Những người đàn ông bao gồm Orundellico, sau này được đặt tên là Jemmy Button bởi thủy thủ đoàn của anh ta. Fitzroy dạy họ tiếng Anh và đưa họ theo khi trở về Anh, rồi đưa họ đến triều đình để gặp quốc vương ở London. Họ sớm trở thành những người nổi tiếng. Ba người sống sót được đưa trở lại Tierra del Fuego trong chuyến hành trình thứ hai của HMS Beagle, đi cùng họ có nhà tự nhiên học Charles Darwin, ông đã ghi chép chi tiết về chuyến thăm của mình tới quần đảo.
Vào tháng 7 năm 1881, đảo được phân chia giữa Argentina và Chile, hai nước trước đó đều tuyên bố chủ quyền với toàn bộ hòn đảo này.
Trận động đất Tierra del Fuego năm 1949 diễn ra vào ngày 17 tháng 12 năm 1949. Nó được ghi nhận cường độ 7,8 độ Richter. Tâm chấn của nó nằm ở phía đông của tỉnh Tierra del Fuego của Chile, gần biên giới Argentina, ở độ sâu 30 km. Đây là trận động đất mạnh nhất từng được ghi nhận ở miền nam Argentina. Nó được cảm nhận với cấp độ VIII trong thang cường độ Mercalli, và ảnh hưởng đến các khu định cư và một số nơi khác như Punta Arenas và Río Gallegos. Do mật độ dân số thấp nên hạn chế thiệt hại của trận động đất.

## Khí hậu
Khu vực này có khí hậu đại dương cận cực và khí hậu lãnh nguyên ôn hòa (phân loại khí hậu Köppen Cfc và ET) với mùa hè ngắn, mát với nhiệt độ trung bình khoảng 10°C và mùa đông dài, mát và ẩm với nhiệt độ trung bình khoảng 0°C. Vùng đông bắc có đặc trưng là gió mạnh và ít mưa, trong khi ở phía nam và phía tây có nhiều gió, sương mù và ẩm ướt hầu như quanh năm, với lượng mưa trung bình 3.000 mm. Đường tuyết vĩnh viễn bắt đầu ở độ cao 700 mét. Những nơi trên thế giới có khí hậu tương đương là quần đảo Aleutia, Iceland, quần đảo Kuril.
Vào tháng 8 năm 1995, đảo bị ảnh hưởng bởi một trận gió dữ dội, lạnh giá và có tuyết rơi được gọi là trận động đất trắng . Điều này khiến dịch vụ phà qua Primera Angostura bị đình chỉ, cũng như tuyến đường quốc tế đến Río Gallegos bị đóng cửa. Chỉ riêng tại Timaukel, thị trưởng báo cáo rằng 150 nghìn con cừu và 6.500 con bò đang bị đe dọa bởi sự kiện này.
| Dữ liệu khí hậu của Sân bay Ushuaia (1981–2010, cực độ 1901–nay)                                                                                                 | Dữ liệu khí hậu của Sân bay Ushuaia (1981–2010, cực độ 1901–nay) | Dữ liệu khí hậu của Sân bay Ushuaia (1981–2010, cực độ 1901–nay) | Dữ liệu khí hậu của Sân bay Ushuaia (1981–2010, cực độ 1901–nay) | Dữ liệu khí hậu của Sân bay Ushuaia (1981–2010, cực độ 1901–nay) | Dữ liệu khí hậu của Sân bay Ushuaia (1981–2010, cực độ 1901–nay) | Dữ liệu khí hậu của Sân bay Ushuaia (1981–2010, cực độ 1901–nay) | Dữ liệu khí hậu của Sân bay Ushuaia (1981–2010, cực độ 1901–nay) | Dữ liệu khí hậu của Sân bay Ushuaia (1981–2010, cực độ 1901–nay) | Dữ liệu khí hậu của Sân bay Ushuaia (1981–2010, cực độ 1901–nay) | Dữ liệu khí hậu của Sân bay Ushuaia (1981–2010, cực độ 1901–nay) | Dữ liệu khí hậu của Sân bay Ushuaia (1981–2010, cực độ 1901–nay) | Dữ liệu khí hậu của Sân bay Ushuaia (1981–2010, cực độ 1901–nay) | Dữ liệu khí hậu của Sân bay Ushuaia (1981–2010, cực độ 1901–nay) |
| Tháng | 1                                                                | 2                                                                | 3                                                                | 4                                                                | 5                                                                | 6                                                                | 7                                                                | 8                                                                | 9                                                                | 10                                                               | 11                                                               | 12                                                               | Năm                                                              |
| --- | ---------------------------------------------------------------- | ---------------------------------------------------------------- | ---------------------------------------------------------------- | ---------------------------------------------------------------- | ---------------------------------------------------------------- | ---------------------------------------------------------------- | ---------------------------------------------------------------- | ---------------------------------------------------------------- | ---------------------------------------------------------------- | ---------------------------------------------------------------- | ---------------------------------------------------------------- | ---------------------------------------------------------------- | ---------------------------------------------------------------- |
| Cao kỉ lục °C (°F) | 29.5 (85.1)                                                      | 28.9 (84.0)                                                      | 25.6 (78.1)                                                      | 22.2 (72.0)                                                      | 20.3 (68.5)                                                      | 19.0 (66.2)                                                      | 17.5 (63.5)                                                      | 18.0 (64.4)                                                      | 22.3 (72.1)                                                      | 21.2 (70.2)                                                      | 26.3 (79.3)                                                      | 29.0 (84.2)                                                      | 29.5 (85.1)                                                      |
| Trung bình ngày tối đa °C (°F) | 14.5 (58.1)                                                      | 14.1 (57.4)                                                      | 12.1 (53.8)                                                      | 9.8 (49.6)                                                       | 6.9 (44.4)                                                       | 4.2 (39.6)                                                       | 4.6 (40.3)                                                       | 6.1 (43.0)                                                       | 8.1 (46.6)                                                       | 10.5 (50.9)                                                      | 12.2 (54.0)                                                      | 13.3 (55.9)                                                      | 9.7 (49.5)                                                       |
| Trung bình ngày °C (°F) | 9.7 (49.5)                                                       | 9.5 (49.1)                                                       | 8.0 (46.4)                                                       | 6.0 (42.8)                                                       | 3.8 (38.8)                                                       | 1.7 (35.1)                                                       | 2.4 (36.3)                                                       | 2.9 (37.2)                                                       | 4.2 (39.6)                                                       | 6.3 (43.3)                                                       | 7.7 (45.9)                                                       | 8.8 (47.8)                                                       | 5.9 (42.6)                                                       |
| Tối thiểu trung bình ngày °C (°F) | 5.6 (42.1)                                                       | 5.6 (42.1)                                                       | 4.3 (39.7)                                                       | 2.9 (37.2)                                                       | 1.1 (34.0)                                                       | −1.2 (29.8)                                                      | −1.1 (30.0)                                                      | −0.3 (31.5)                                                      | 0.6 (33.1)                                                       | 2.3 (36.1)                                                       | 3.6 (38.5)                                                       | 4.6 (40.3)                                                       | 2.3 (36.1)                                                       |
| Thấp kỉ lục °C (°F) | −2.0 (28.4)                                                      | −4.0 (24.8)                                                      | −4.3 (24.3)                                                      | −7.3 (18.9)                                                      | −20.2 (−4.4)                                                     | −18.2 (−0.8)                                                     | −21.0 (−5.8)                                                     | −19.6 (−3.3)                                                     | −10.6 (12.9)                                                     | −6.1 (21.0)                                                      | −6.0 (21.2)                                                      | −3.7 (25.3)                                                      | −21.0 (−5.8)                                                     |
| Lượng Giáng thủy trung bình mm (inches) | 49.5 (1.95)                                                      | 42.1 (1.66)                                                      | 46.8 (1.84)                                                      | 55.9 (2.20)                                                      | 47.6 (1.87)                                                      | 56.4 (2.22)                                                      | 40.1 (1.58)                                                      | 36.0 (1.42)                                                      | 34.5 (1.36)                                                      | 36.1 (1.42)                                                      | 41.3 (1.63)                                                      | 50.7 (2.00)                                                      | 537.0 (21.14)                                                    |
| Số ngày giáng thủy trung bình (≥ 0.1 mm) | 17.1                                                             | 14.2                                                             | 14.9                                                             | 15.8                                                             | 14.0                                                             | 14.2                                                             | 15.3                                                             | 14.4                                                             | 13.3                                                             | 14.4                                                             | 16.0                                                             | 16.8                                                             | 180.4                                                            |
| Số ngày tuyết rơi trung bình | 0.3                                                              | 0.1                                                              | 2                                                                | 2                                                                | 5                                                                | 8                                                                | 7                                                                | 9                                                                | 7                                                                | 5                                                                | 3                                                                | 1                                                                | 49.4                                                             |
| Độ ẩm tương đối trung bình (%) | 75                                                               | 76                                                               | 78                                                               | 80                                                               | 81                                                               | 82                                                               | 82                                                               | 80                                                               | 76                                                               | 73                                                               | 72                                                               | 74                                                               | 77                                                               |
| Số giờ nắng trung bình tháng | 167.4                                                            | 146.9                                                            | 133.3                                                            | 102.0                                                            | 68.2                                                             | 42.0                                                             | 55.8                                                             | 83.7                                                             | 123.0                                                            | 164.3                                                            | 180.0                                                            | 167.4                                                            | 1.434                                                            |
| Phần trăm nắng có thể | 32.0                                                             | 34.5                                                             | 33.5                                                             | 31.5                                                             | 25.7                                                             | 18.5                                                             | 22.5                                                             | 27.5                                                             | 34.0                                                             | 37.5                                                             | 37.0                                                             | 28.5                                                             | 30.2                                                             |
| Nguồn 1: NOAA (độ ẩm 1961–1990), World Meteorological Organization (trung binhg cao và thấp, và giáng thủy), Secretaria de Mineria (extremes and sun, 1901–1990) |                                                                  |                                                                  |                                                                  |                                                                  |                                                                  |                                                                  |                                                                  |                                                                  |                                                                  |                                                                  |                                                                  |                                                                  |                                                                  |
| Nguồn 2: Servicio Meteorológico Nacional (extremes), UNLP (snowfall data), Tokyo Climate Center (mean temperatures 1981–2010)                                    |                                                                  |                                                                  |                                                                  |                                                                  |                                                                  |                                                                  |                                                                  |                                                                  |                                                                  |                                                                  |                                                                  |                                                                  |                                                                  |

| Dữ liệu khí hậu của Tolhuin (1991–2010 thông thường và cực độ) | Dữ liệu khí hậu của Tolhuin (1991–2010 thông thường và cực độ) | Dữ liệu khí hậu của Tolhuin (1991–2010 thông thường và cực độ) | Dữ liệu khí hậu của Tolhuin (1991–2010 thông thường và cực độ) | Dữ liệu khí hậu của Tolhuin (1991–2010 thông thường và cực độ) | Dữ liệu khí hậu của Tolhuin (1991–2010 thông thường và cực độ) | Dữ liệu khí hậu của Tolhuin (1991–2010 thông thường và cực độ) | Dữ liệu khí hậu của Tolhuin (1991–2010 thông thường và cực độ) | Dữ liệu khí hậu của Tolhuin (1991–2010 thông thường và cực độ) | Dữ liệu khí hậu của Tolhuin (1991–2010 thông thường và cực độ) | Dữ liệu khí hậu của Tolhuin (1991–2010 thông thường và cực độ) | Dữ liệu khí hậu của Tolhuin (1991–2010 thông thường và cực độ) | Dữ liệu khí hậu của Tolhuin (1991–2010 thông thường và cực độ) | Dữ liệu khí hậu của Tolhuin (1991–2010 thông thường và cực độ) |
| Tháng                                                          | 1                                                              | 2                                                              | 3                                                              | 4                                                              | 5                                                              | 6                                                              | 7                                                              | 8                                                              | 9                                                              | 10                                                             | 11                                                             | 12                                                             | Năm                                                            |
| -------------------------------------------------------------- | -------------------------------------------------------------- | -------------------------------------------------------------- | -------------------------------------------------------------- | -------------------------------------------------------------- | -------------------------------------------------------------- | -------------------------------------------------------------- | -------------------------------------------------------------- | -------------------------------------------------------------- | -------------------------------------------------------------- | -------------------------------------------------------------- | -------------------------------------------------------------- | -------------------------------------------------------------- | -------------------------------------------------------------- |
| Cao kỉ lục °C (°F)                                             | 24.8 (76.6)                                                    | 26.6 (79.9)                                                    | 22.8 (73.0)                                                    | 21.3 (70.3)                                                    | 13.0 (55.4)                                                    | 9.8 (49.6)                                                     | 9.3 (48.7)                                                     | 11.8 (53.2)                                                    | 18.3 (64.9)                                                    | 17.8 (64.0)                                                    | 22.4 (72.3)                                                    | 23.4 (74.1)                                                    | 26.6 (79.9)                                                    |
| Trung bình ngày tối đa °C (°F)                                 | 14.1 (57.4)                                                    | 13.9 (57.0)                                                    | 12.0 (53.6)                                                    | 8.9 (48.0)                                                     | 5.4 (41.7)                                                     | 2.7 (36.9)                                                     | 2.5 (36.5)                                                     | 4.3 (39.7)                                                     | 6.9 (44.4)                                                     | 9.9 (49.8)                                                     | 11.9 (53.4)                                                    | 13.2 (55.8)                                                    | 8.8 (47.8)                                                     |
| Trung bình ngày °C (°F)                                        | 9.4 (48.9)                                                     | 9.0 (48.2)                                                     | 7.1 (44.8)                                                     | 4.6 (40.3)                                                     | 1.6 (34.9)                                                     | −0.9 (30.4)                                                    | −1.3 (29.7)                                                    | 0.7 (33.3)                                                     | 2.8 (37.0)                                                     | 5.1 (41.2)                                                     | 6.9 (44.4)                                                     | 8.4 (47.1)                                                     | 4.5 (40.1)                                                     |
| Tối thiểu trung bình ngày °C (°F)                              | 4.7 (40.5)                                                     | 4.0 (39.2)                                                     | 2.3 (36.1)                                                     | 0.3 (32.5)                                                     | −2.2 (28.0)                                                    | −4.5 (23.9)                                                    | −5.0 (23.0)                                                    | −3.0 (26.6)                                                    | −1.4 (29.5)                                                    | 0.3 (32.5)                                                     | 2.0 (35.6)                                                     | 3.6 (38.5)                                                     | 0.1 (32.2)                                                     |
| Thấp kỉ lục °C (°F)                                            | −2.5 (27.5)                                                    | −3.6 (25.5)                                                    | −7.0 (19.4)                                                    | −7.8 (18.0)                                                    | −12.7 (9.1)                                                    | −23.0 (−9.4)                                                   | −23.5 (−10.3)                                                  | −17.0 (1.4)                                                    | −18.6 (−1.5)                                                   | −7.4 (18.7)                                                    | −7.2 (19.0)                                                    | −6.0 (21.2)                                                    | −23.5 (−10.3)                                                  |
| Lượng Giáng thủy trung bình mm (inches)                        | 64.4 (2.54)                                                    | 46.4 (1.83)                                                    | 54.1 (2.13)                                                    | 51.7 (2.04)                                                    | 52.0 (2.05)                                                    | 49.8 (1.96)                                                    | 41.6 (1.64)                                                    | 41.4 (1.63)                                                    | 38.1 (1.50)                                                    | 35.8 (1.41)                                                    | 40.7 (1.60)                                                    | 59.8 (2.35)                                                    | 575.8 (22.67)                                                  |
| Nguồn: Servicio Meteorológico Nacional                         |                                                                |                                                                |                                                                |                                                                |                                                                |                                                                |                                                                |                                                                |                                                                |                                                                |                                                                |                                                                |                                                                |

| Dữ liệu khí hậu của Rio Grande, Argentina (1981–2010, cực độ 1941–1950 và 1961–nay) | Dữ liệu khí hậu của Rio Grande, Argentina (1981–2010, cực độ 1941–1950 và 1961–nay) | Dữ liệu khí hậu của Rio Grande, Argentina (1981–2010, cực độ 1941–1950 và 1961–nay) | Dữ liệu khí hậu của Rio Grande, Argentina (1981–2010, cực độ 1941–1950 và 1961–nay) | Dữ liệu khí hậu của Rio Grande, Argentina (1981–2010, cực độ 1941–1950 và 1961–nay) | Dữ liệu khí hậu của Rio Grande, Argentina (1981–2010, cực độ 1941–1950 và 1961–nay) | Dữ liệu khí hậu của Rio Grande, Argentina (1981–2010, cực độ 1941–1950 và 1961–nay) | Dữ liệu khí hậu của Rio Grande, Argentina (1981–2010, cực độ 1941–1950 và 1961–nay) | Dữ liệu khí hậu của Rio Grande, Argentina (1981–2010, cực độ 1941–1950 và 1961–nay) | Dữ liệu khí hậu của Rio Grande, Argentina (1981–2010, cực độ 1941–1950 và 1961–nay) | Dữ liệu khí hậu của Rio Grande, Argentina (1981–2010, cực độ 1941–1950 và 1961–nay) | Dữ liệu khí hậu của Rio Grande, Argentina (1981–2010, cực độ 1941–1950 và 1961–nay) | Dữ liệu khí hậu của Rio Grande, Argentina (1981–2010, cực độ 1941–1950 và 1961–nay) | Dữ liệu khí hậu của Rio Grande, Argentina (1981–2010, cực độ 1941–1950 và 1961–nay) |
| Tháng                                                                               | 1                                                                                   | 2                                                                                   | 3                                                                                   | 4                                                                                   | 5                                                                                   | 6                                                                                   | 7                                                                                   | 8                                                                                   | 9                                                                                   | 10                                                                                  | 11                                                                                  | 12                                                                                  | Năm                                                                                 |
| ----------------------------------------------------------------------------------- | ----------------------------------------------------------------------------------- | ----------------------------------------------------------------------------------- | ----------------------------------------------------------------------------------- | ----------------------------------------------------------------------------------- | ----------------------------------------------------------------------------------- | ----------------------------------------------------------------------------------- | ----------------------------------------------------------------------------------- | ----------------------------------------------------------------------------------- | ----------------------------------------------------------------------------------- | ----------------------------------------------------------------------------------- | ----------------------------------------------------------------------------------- | ----------------------------------------------------------------------------------- | ----------------------------------------------------------------------------------- |
| Cao kỉ lục °C (°F)                                                                  | 27.5 (81.5)                                                                         | 30.8 (87.4)                                                                         | 27.0 (80.6)                                                                         | 23.0 (73.4)                                                                         | 15.4 (59.7)                                                                         | 13.5 (56.3)                                                                         | 11.6 (52.9)                                                                         | 12.8 (55.0)                                                                         | 17.5 (63.5)                                                                         | 21.0 (69.8)                                                                         | 23.4 (74.1)                                                                         | 24.8 (76.6)                                                                         | 30.8 (87.4)                                                                         |
| Trung bình ngày tối đa °C (°F)                                                      | 16.1 (61.0)                                                                         | 15.7 (60.3)                                                                         | 13.5 (56.3)                                                                         | 10.5 (50.9)                                                                         | 6.5 (43.7)                                                                          | 3.1 (37.6)                                                                          | 3.0 (37.4)                                                                          | 5.2 (41.4)                                                                          | 8.3 (46.9)                                                                          | 11.4 (52.5)                                                                         | 13.4 (56.1)                                                                         | 15.1 (59.2)                                                                         | 10.2 (50.4)                                                                         |
| Trung bình ngày °C (°F)                                                             | 10.9 (51.6)                                                                         | 10.3 (50.5)                                                                         | 8.1 (46.6)                                                                          | 5.5 (41.9)                                                                          | 2.6 (36.7)                                                                          | −0.1 (31.8)                                                                         | −0.2 (31.6)                                                                         | 1.4 (34.5)                                                                          | 3.5 (38.3)                                                                          | 6.2 (43.2)                                                                          | 8.4 (47.1)                                                                          | 10.0 (50.0)                                                                         | 5.6 (42.1)                                                                          |
| Tối thiểu trung bình ngày °C (°F)                                                   | 5.7 (42.3)                                                                          | 5.4 (41.7)                                                                          | 3.5 (38.3)                                                                          | 1.6 (34.9)                                                                          | −0.8 (30.6)                                                                         | −3.2 (26.2)                                                                         | −3.1 (26.4)                                                                         | −1.7 (28.9)                                                                         | −0.2 (31.6)                                                                         | 1.6 (34.9)                                                                          | 3.3 (37.9)                                                                          | 4.8 (40.6)                                                                          | 1.4 (34.5)                                                                          |
| Thấp kỉ lục °C (°F)                                                                 | −5.1 (22.8)                                                                         | −6.0 (21.2)                                                                         | −8.2 (17.2)                                                                         | −13.2 (8.2)                                                                         | −13.1 (8.4)                                                                         | −20.0 (−4.0)                                                                        | −22.2 (−8.0)                                                                        | −14.9 (5.2)                                                                         | −10.7 (12.7)                                                                        | −8.2 (17.2)                                                                         | −6.6 (20.1)                                                                         | −5.5 (22.1)                                                                         | −22.2 (−8.0)                                                                        |
| Lượng Giáng thủy trung bình mm (inches)                                             | 36.0 (1.42)                                                                         | 29.7 (1.17)                                                                         | 27.2 (1.07)                                                                         | 28.8 (1.13)                                                                         | 29.4 (1.16)                                                                         | 26.7 (1.05)                                                                         | 23.9 (0.94)                                                                         | 20.7 (0.81)                                                                         | 17.1 (0.67)                                                                         | 18.5 (0.73)                                                                         | 27.0 (1.06)                                                                         | 36.0 (1.42)                                                                         | 321.0 (12.64)                                                                       |
| Số ngày giáng thủy trung bình (≥ 0.1 mm)                                            | 12.4                                                                                | 10.9                                                                                | 9.9                                                                                 | 9.8                                                                                 | 9.9                                                                                 | 8.0                                                                                 | 7.6                                                                                 | 7.6                                                                                 | 7.9                                                                                 | 7.8                                                                                 | 9.2                                                                                 | 11.3                                                                                | 112.3                                                                               |
| Độ ẩm tương đối trung bình (%)                                                      | 72.7                                                                                | 74.6                                                                                | 77.8                                                                                | 82.4                                                                                | 86.0                                                                                | 87.7                                                                                | 86.5                                                                                | 84.5                                                                                | 79.5                                                                                | 73.8                                                                                | 70.0                                                                                | 70.6                                                                                | 78.8                                                                                |
| Số giờ nắng trung bình tháng                                                        | 170.5                                                                               | 175.2                                                                               | 155.0                                                                               | 114.0                                                                               | 77.5                                                                                | 84.0                                                                                | 86.8                                                                                | 114.7                                                                               | 147.0                                                                               | 186.0                                                                               | 186.0                                                                               | 192.2                                                                               | 1.688,9                                                                             |
| Phần trăm nắng có thể                                                               | 33                                                                                  | 43                                                                                  | 40                                                                                  | 36                                                                                  | 29                                                                                  | 37                                                                                  | 35                                                                                  | 39                                                                                  | 42                                                                                  | 44                                                                                  | 39                                                                                  | 36                                                                                  | 37.8                                                                                |
| Nguồn 1: Servicio Meteorológico Nacional                                            |                                                                                     |                                                                                     |                                                                                     |                                                                                     |                                                                                     |                                                                                     |                                                                                     |                                                                                     |                                                                                     |                                                                                     |                                                                                     |                                                                                     |                                                                                     |
| Nguồn 2: Secretaria de Mineria (extremes and sun 1941–1950 and 1971–1990)           |                                                                                     |                                                                                     |                                                                                     |                                                                                     |                                                                                     |                                                                                     |                                                                                     |                                                                                     |                                                                                     |                                                                                     |                                                                                     |                                                                                     |                                                                                     |

## Thực vật
Chỉ có 30% diện tích quần đảo có rừng bao phủ, được phân loại là rừng cận cực Magellan; phần đông bắc hình thành từ thảo nguyên và bán hoang mạc mát.
Phát hiện được sáu loài cây tại Tierra del Fuego: Canelo (Drimys winteri), Maytenus magellanica, Pilgerodendron uviferum là loài cây lá kim cực nam thế giới, và ba loại sồi phương nam; Nothofagus antarctica, Nothofagus pumilio và Nothofagus betuloides thường xanh. Các loại cây có quả ăn được mọc tại không gian rộng trong các khu rừng này, như dâu tây bãi biển (Fragaria chiloensis var. chiloensis forma chiloensis) và calafate (Berberis buxifolia), được người da đỏ thu hái. Những khu rừng này là độc nhất trên thế giới vì phát triển được trong khí hậu có mùa hè lạnh như vậy. Vùng che phủ của cây kéo dài rất gần đến cực nam của Nam Mỹ. Gió mạnh đến nỗi cây cối ở những khu vực tiếp xúc với gió bị xoắn lại do sức gió, và người ta gọi cây là "cây cờ" vì hình dạng mà chúng cần có để chống chọi với gió. Ở độ cao phía trên, quần thể sồi phương nam lùn được tìm thấy.
Các khu rừng ở Tierra del Fuego là nguồn cây giống được trồng ở nước ngoài, ở những nơi có khí hậu tương tự nhưng không có cây cối, chẳng hạn như quần đảo Faroe và các quần đảo lân cận. Hầu hết các loài được thu thập từ những nơi lạnh nhất ở Tierra del Fuego giáp lãnh nguyên. Điều này dẫn đến những thay đổi tích cực, vì gió lớn và mùa hè mát ở quần đảo Faroe trước đây không cho phép cây cối từ các khu vực khác trên thế giới có thể phát triển.

## Kinh tế
Các ngành công nghiệp chính trên đảo là dầu mỏ, khí đốt tự nhiên, chăn nuôi cừu và du lịch sinh thái. Bên phía Argentina, một số công ty điện tử đã được thành lập. Ushuaia là trụ sở của công ty sản xuất bia quy mô nhỏ Cervecería Fueguina, công ty sản xuất ba loại bia dưới thương hiệu Beagle.